# Ibel (Sénégal)
Pour les articles homonymes, voir Ibel.
Ibel est un village du Sénégal oriental, au cœur du pays bédik.

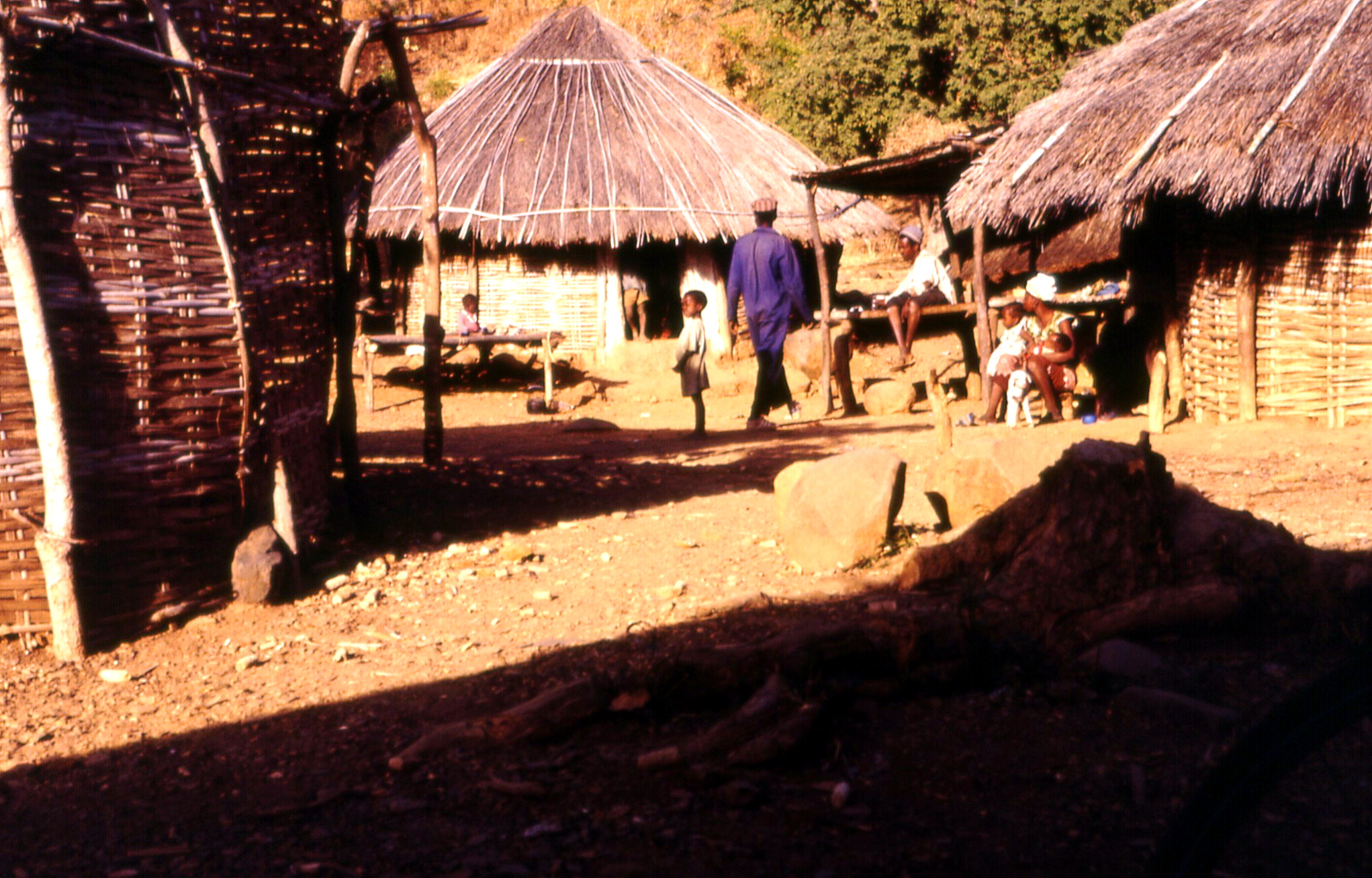
À Ibel au début des années 1980

## Administration
Ibel fait partie de la communauté rurale de Bandafassi, dans le département de Kédougou (région de Kédougou).

## Géographie
Les localités les plus proches sont Ndebou, Lande, Landieni, Patassi, Hore Bova et Natia.

### Population

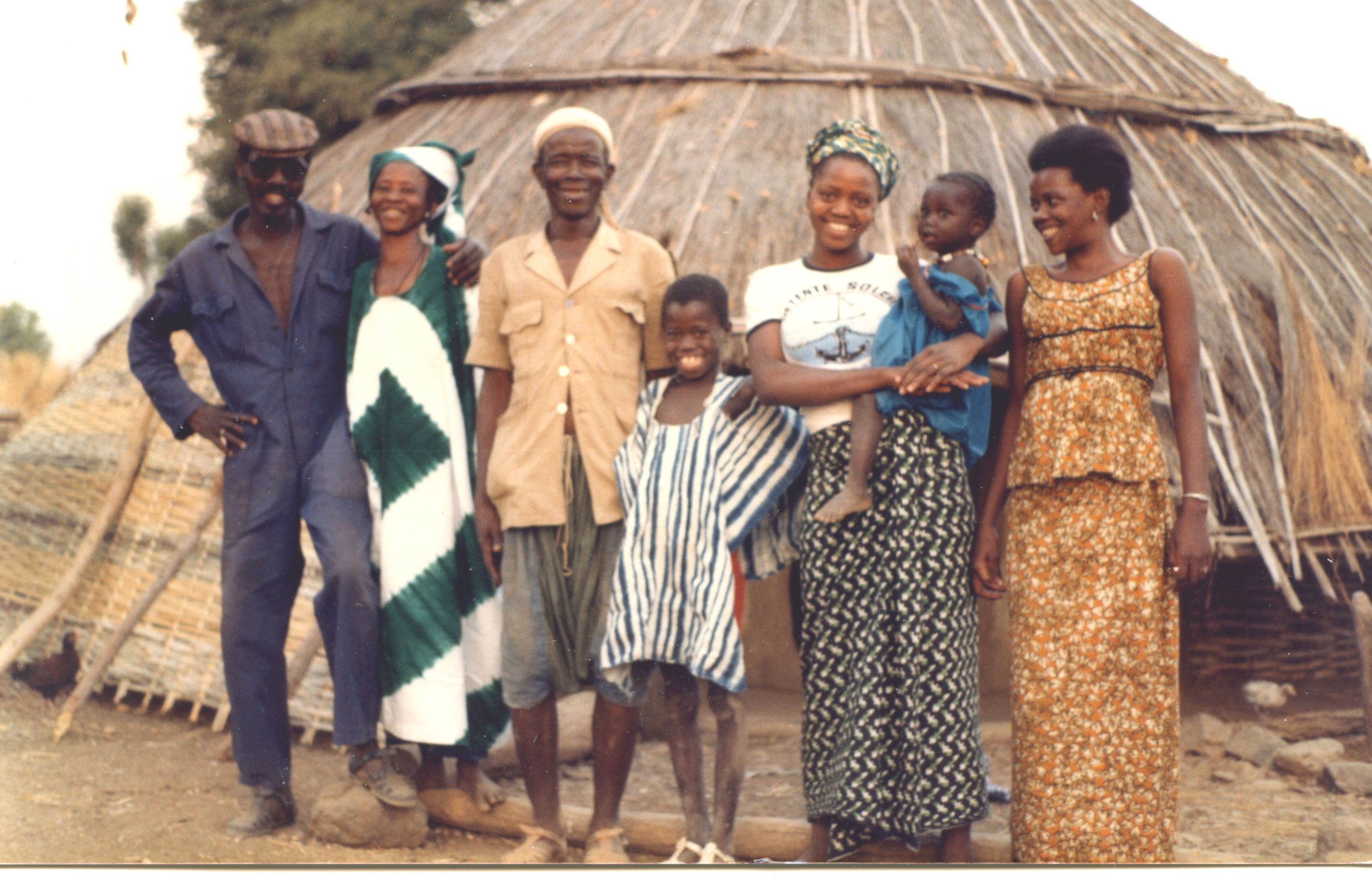
Habitants d'Ibel vers 1981

Selon le PEPAM (Programme d'eau potable et d'assainissement du Millénaire), Ibel compte 1 373 habitants et 149 ménages.

### Activités économiques

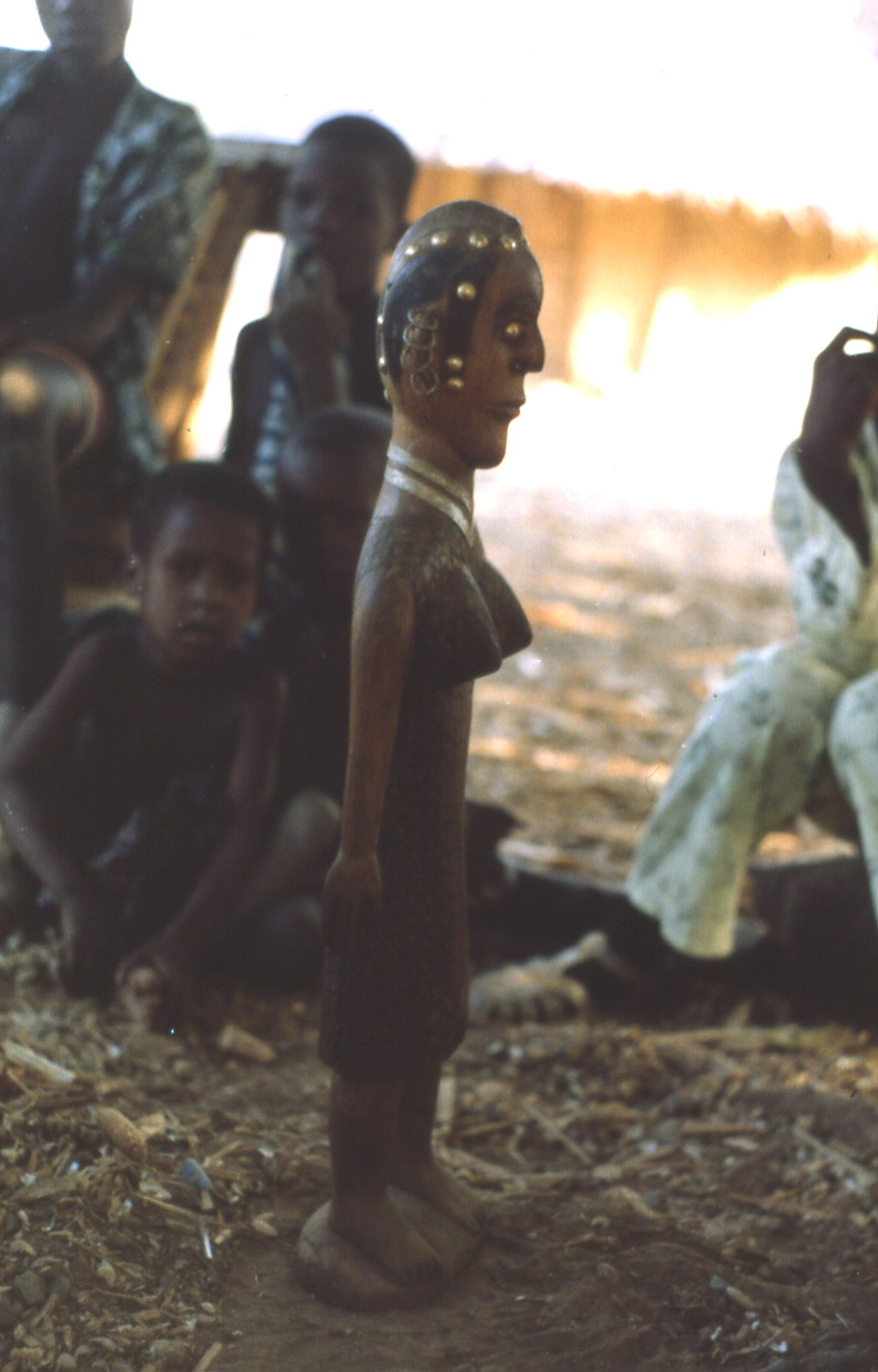
Statuette en bois fabriquée à Ibel

À proximité d'Ibel on trouve des carrières de marbre de diverses variétés et de haute qualité, l'un des plus importants gisements du Sénégal. Les réserves prouvées sont 169 120 millions de tonnes, les réserves estimées de 305 740 MT.

## Personnalités nées à Ibel